# Razvigor Peak
Der Razvigor Peak (englisch; bulgarisch връх Развигор wrach Raswigor) ist ein 1110 m hoher Berg auf der Trinity-Halbinsel des Grahamlands im Norden der Antarktischen Halbinsel. Er ragt 2,49 km westsüdwestlich des Mount Ignatiev, 3,7 km südsüdwestlich des Corner Peak, 6,86 km ostsüdöstlich des Hanson Hill, 2,68 km nordöstlich des Ledenika Peak und 11,76 km nördlich des Sirius Knoll in den Srednogorie Heights auf. Der Malorad-Gletscher liegt nördlich, der Russell-West-Gletscher südlich von ihm.
Deutsche und britische Wissenschaftler kartierten ihn 1996 gemeinsam. Die bulgarische Kommission für Antarktische Geographische Namen benannte ihn 2010 nach der Ortschaft Raswigor im Nordosten Bulgariens.